# Cher Lloyd
Cher Lloyd (sinh ngày 28 tháng 7 năm 1993) là một nữ ca sĩ thu âm người Anh. Cô được biết đến với vị trí thứ tư trong cuộc thi The X Factor mùa thứ 7. Một thời gian ngắn sau đó, Lloyd ký hợp đồng với Simon Cowell cho Syco Music, công ty con của Sony Music.
Đĩa đơn đầu tiên của Cher Lloyd, "Swagger Jagger", được phát hành vào tháng 6 năm 2011. Mặc dù nhận được nhiều đánh giá tiêu cực, đĩa đơn vẫn đạt được vị trí quán quân trên bảng xếp hạng UK Singles Chart và vị trí á quân trên bảng Irish Singles Chart. Đĩa đơn thứ hai của cô, "With Ur Love", hợp tác với nam ca sĩ Mike Posner, được phát hành vào ngày 31 tháng 10 năm 2011. Đĩa đơn này đã đạt được vị trí thứ 4 ở Anh và vị trí thứ 5 ở Ireland. Album đầu tay của cô, Sticks + Stones, đã đánh vào bảng xếp hạng UK Albums Chart và Irish Albums Chart lần lượt tại các vị trí thứ 4 và thứ 5. Cô cũng đã phát hành đĩa đơn thứ ba, "Want U Back" tại Mỹ vào ngày 22 tháng 5 năm 2012 và được chứng nhận đĩa Bạch kim với hơn 1.000.000 bản được tiêu thụ.

## Thời thơ ấu
Cher Lloyd từng sống tại Malvern với cha mẹ mình là Darren và Dina, cùng với cậu em trai Josh, và hai cô em gái Sophie và Rosie. Lloyd theo học trường Đại học Dyson Perrins CE Sports, nơi cô được học về nghệ thuật biểu diễn. Cô cũng theo học trường nghệ thuật sân khấu Stagecoach.

## Sự nghiệp

### 2010–11: The X Factor

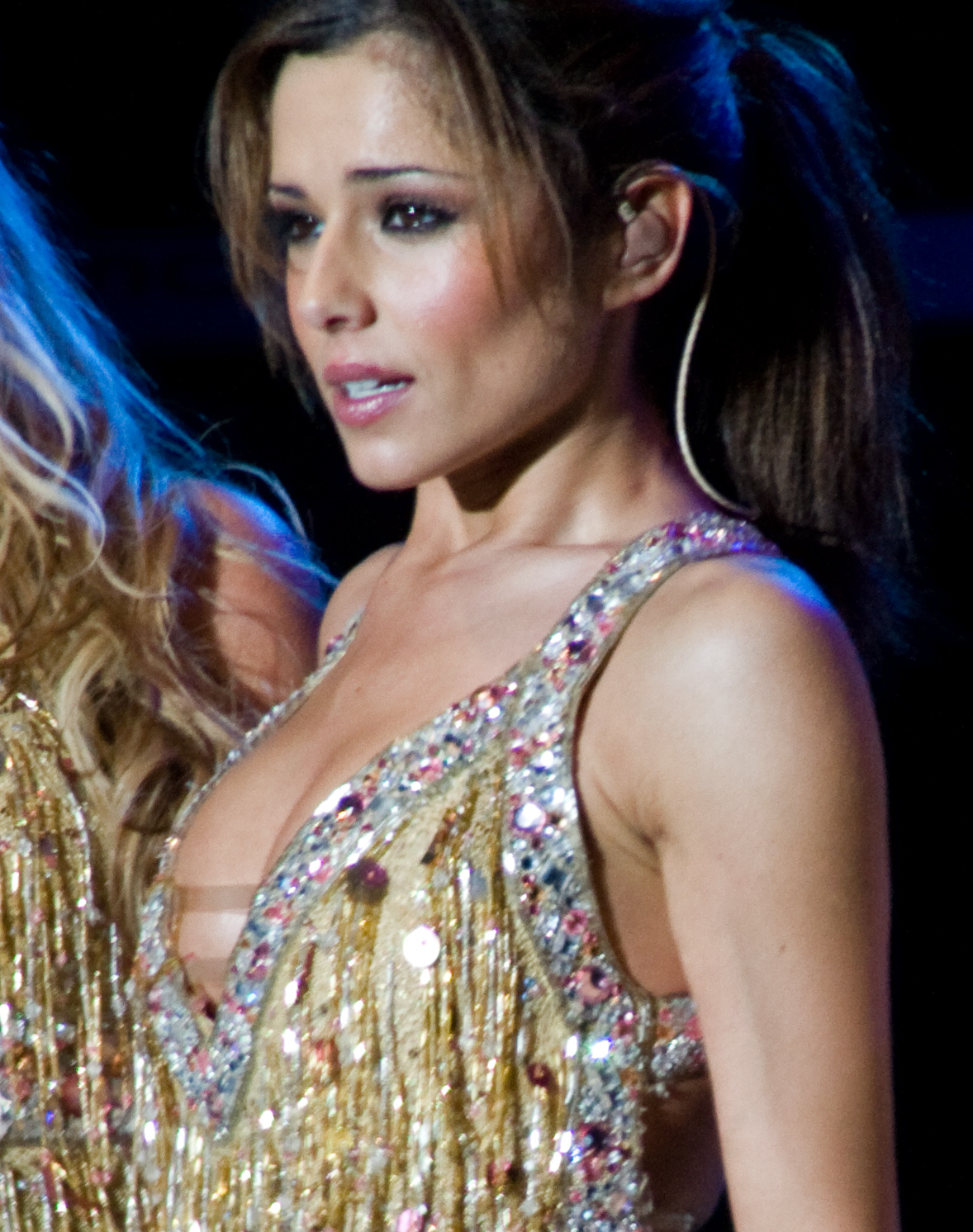
Trong suốt cuộc thi, Lloyd đã được cố vấn bởi Cheryl Cole (ảnh).

Lloyd trước đó đã thử giọng cho The X Factor hai lần (khi cô còn ít tuổi hơn) và hát các bản ballad, nhưng cô đã không thể lọt được vào vòng trong. Lloyd cũng đã từng biểu diễn tại trại nghỉ lễ trước đó và đã nhận được nhiều phản ứng khác nhau về âm nhạc của cô. Lloyd nhận xét về sự giống nhau giữa cô với giám khảo Cheryl Cole, và vị giám khảo này đã ủng hộ cô trong suốt chương trình. Cô đã hát ca khúc "Turn My Swag On" của Keri Hilson. Tại nhà của ban giám khảo, cô đã trình diễn "Cooler Than Me" nhưng bị viêm amidan và không thể hoàn thành bài hát của mình. Lloyd đã được cho một cơ hội thứ hai, nhưng cô đã không thể hoàn thành bài hát. Mặc dù vậy, cô vẫn được chọn là một trong ba cô gái cuối cùng của giám khảo Cheryl Cole.

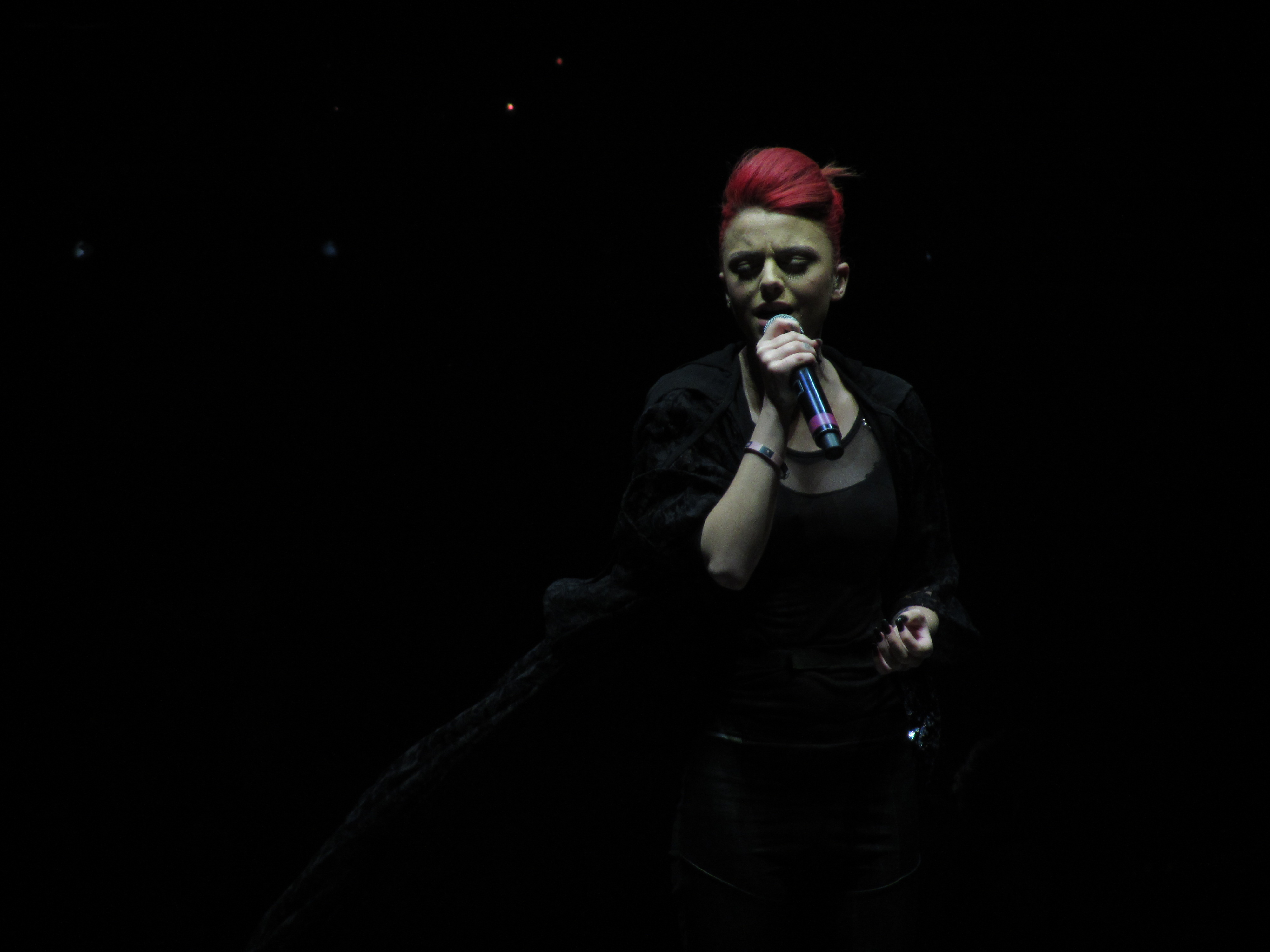
Lloyd biểu diễn tại X Factor Live Tour, tháng 4 năm 2011

Sau vòng chung kết, Lloyd được thông báo rằng cô được ký hợp đồng với Syco Music. Lloyd và chín thí sinh khác được tham gia X Factor Live Tour từ tháng 2 năm 2011 đến tháng 4 năm 2011. Lloyd đã biểu diễn cho 500.000 người trên khắp nước Anh.

### 2011–12:Sticks + Stones
Nhà soạn nhạc Autumn Rowe và nhà sản xuất RedOne đã làm việc với Cher Lloyd cho album phòng thu đầu tay của cô, phát hành vào tháng 11 năm 2011. Đĩa đơn đầu tiên của Lloyd, "Swagger Jagger" đã được phát hành đầu tiên trên airplay vào ngày 20 tháng 6 năm 2011, sau khi nó bị tuồn trái phép lên mạng vào ngày 15 tháng 6 năm 2011. Đĩa đơn được chính thức phát hành vào 31 tháng 7 năm 2012 và đạt vị trí quán quân trên bảng xếp hạng UK Singles Chart vào ngày 7 tháng 8 năm 2012.
Vào 28 tháng 7 năm 2011, cô biểu diễn trước năm ca khúc trong album đầu tay của mình trong buổi Ustream Session, bao gồm các ca khúc hợp tác với Busta Rhymes, Mike Posner, Ghetts, Mic Righteous và Dot Rotten. Lloyd cũng thông báo trên Twitter rằng ca khúc "With Ur Love", hợp tác với nam ca sĩ Mike Posner, sẽ là đĩa đơn thứ hai của album. Đĩa đơn được phát hành vào ngày 30 tháng 10 năm 2011. Trước đó, vào 21 tháng 9 năm 2011, ca khúc đã được phát hành trên đài airplay. Video âm nhạc co ca khúc được ra mắt vào ngày 1 tháng 10 năm 2011, trong chương trình buổi sáng T4. Ngay trong tuần đầu phát hành, đĩa đơn đã được tiêu thụ 74,248 bản. Lloyd cũng đã thông báo trên Twitter của cô về tựa đề của album, "Sticks + Stones". Sticks + Stones được phát hành vào ngày 7 tháng 11 năm 2011. Album đã đạt được vị trí thứ 4 ở Anh Quốc, với 198,199 bản được tiêu thụ tính đến tháng 1 năm 2012.

## Danh sách đĩa nhạc
- Sticks + Stones (2011)

## Tour lưu diễn
- 2011: The X Factor Live Tour 2011
- 2012: Sticks + Stones Tour

## Danh sách phim

### Truyền hình
| Năm  | Tên                       | Vai diễn                | Ghi chú                                                  |
| ---- | ------------------------- | ----------------------- | -------------------------------------------------------- |
| 2010 | The X Factor (Anh)        | Thí sinh                | Mùa thứ 7, về vị trí thứ 4.                              |
| 2012 | Panorama                  | Khách mời (chính cô ấy) | Nói về những kinh nghiệm của cô về nạn bạo lực Internet. |
| 2012 | Cher Lloyd: Live Sessions | Khách mời (chính cô ấy) | Biểu diễn và nói về album Sticks + Stones.               |
| 2012 | 12 Again                  | Khách mời (chính cô ấy) | Nói về cuộc sống của cô lúc cô 12 tuổi.                  |

## Liên kết khác
- Trang web chính thức
- Cher Lloyd trên MusicBrainz